# Bogacica
Bogacica (Duits: Bodland) is een dorp in de Poolse woiwodschap Opole. De plaats maakt deel uit van de gemeente Kluczbork en telt 1520 inwoners.